# Главы Твери
В данной статье представлен список глав города Тверь в хронологическом порядке.
С 1247 по 1485 год — Тверь являлась столицей Тверского княжества.
В 1917 году — в городе была установлена Советская власть и в городе присутствует двоевластие.
В 1931 году город Тверь переименовали в Калинин.
В 1990 году — городу Калинин вернули старое название Тверь.
С 2017 года — главой города является Огоньков Алексей Валентинович.

## Российская империя
|  | - Соболев Филипп Якима (сын) — период правления с 1776 года по 1779 год - Янковский Иван Васильев (сын) — период правления с 1779 года по 1782 год - Волков Иван Иванов (сын) — период правления с 1782 года по 1785 год - Светогоров Кондрат Дмитрия (сын) — период правления с 1785 года по 1788 год - Светогоров Петр Дмитрия (сын) — период правления с 1788 года по 1791 год - Волков Василий Федора (сын) — период правления с 1791 года по 1794 год - Светогоров Пётр Дмитрия (сын) — период правления с 1794 года по 1797 год - Блохин Макар Елизара (сын) — период правления с 1797 года по 1800 год - Светогоров Петр Дмитрия (сын) — период правления с 1800 года по 1803 год - Арефьев Семен Петра (сын) — период правления с 1803 года по 1806 год - Соболев Семен Филиппа (сын) — период правления с 1806 года по 1809 год - Светогоров Петр Дмитрия (сын) — период правления с 1809 года по 1811 год - Арефьев Иван Александрович — период правления с 1811 года по 1812 год - Зубчанинов Егор Июдович — период правления с 1812 года по 1814 год - Назаров Василий Петрович — период правления с 1814 года по 1815 год - Щукин Федор Васильевич — период правления с 1815 года по 1818 год - Соболев Семен Филиппович — период правления с 1818 года по 1821 год - Тетяев Федор Никифорович — период правления с 1821 года по 1824 год - Назаров Василий Васильевич — период правления с 1824 года по 1827 год - Аваев Никита Алексеевич — период правления с 1827 года по 1830 год | - Коняев Андрей Михайлович — период правления с 1830 года по 1833 год - Аваев Никита Алексеевич — период правления с 1833 года по 1836 год - Арефьев Николай Матвеевич — период правления с 1836 года по 1839 год - Коровин Петр Гурьевич — период правления с 1839 года по 1842 год - Аваев Никита Алексеевич — период правления с 1842 года по 1845 год - Кобелев Петр Гаврилович — период правления с 1845 года по 1859 год - Коняев Арсений Андреевич — период правления с 1860 года по 1863 год - Головинский, Алексей Фёдорович — период правления с 1863 года по 1869 год - Кобелев Петр Гаврилович — период правления с 1869 года по 1875 год - Нечаев Александр Емельянович — период правления с 1875 года по 1883 год - Культепин Фёдор Николаевич — период правления с 1884 года по 1887 год - Нечаев Александр Емельянович — период правления с 1887 года по 1889 год - Окнов Михаил Михайлович — период правления с 1889 года по 1891 год - Карпов Александр Фёдорович — период правления с 1891 года по 1902 год - Знаменский Егор (Георгий) Александрович — период правления с 1902 года по 1903 год - Ваганов Иван Егорович — период правления с 20 мая 1903 года по 19 декабря 1903 год - Знаменский Егор Александрович — период правления с 20 декабря 1903 года по 17 июля 1906 год - Шишкин Илья Егорович — период правления с 1905 года по 1906 год - Немов Сергей Сергеивич — период правления с 1906 года по 1909 год - Арефьев Михаил Иванович — период правления с 1909 года по 1915 год - Шишкин, Илья Егорович — период правления с 18 декабря 1915 года по 7 сентября 1917 года |  |

## Двоевластие
- Червен-Водали, Александр Александрович — в период с 2 марта 1917 года по 26 мая 1917 года являлся председателем временного исполкома Твери и губернии
- Панов Евгений, Алексеевич — являлся руководителем в период с 7 сентября 1917 года по 8 ноября 1917 года (Последний Городской голова)

## СССР
Конец городской думы, установление советской власти. Председатели советов и горисполкомов, главы администрации города и главы города. Являлись главой города:
- Патрикеев, Николай Нилович — в период с 28 мая 1918 года по 10 июня 1918 года
- Новиков, Михаил Андреевич — в период с13 июня 1918 года по 23 августа 1918 года
- Баранов, Алексей Петрович — в период с 23 августа 1918 года по 18 декабря 1918 года
- Иванов, Адриан Алексеевич — в период с 18 декабря 1918 года по 31 декабря 1919 года
- Суратов, Констатин Степанович — в период с 26 июня 1918 года по 15 августа 1920 года
- Минкевич, Карл Янович — в период с августа 1920 года по 20 марта 1921 года
- Гофман, Борис Федорович — в период с марта 1921 года по январь 1922 года
- Макеев, Алексей Васильевич — в период с 26 января 1922 года по 18 декабря 1922 года
- Полуян, Ян Васильевич — в период с января 1923 года по декабрь 1924 года
- Алексеев, Василий Алексеевич — в период с 1 января 1925 года по 5 мая 1925 года
- Козьмин, Дмитрий Дмитриевич — в период с мая 1925 года по июль 1925 года
- Растунков, Иван Михайлович — в период с июль 1925 года по март 1928 года
- Мельников, Михаил Ильич — в период с 23 марта 1928 года по 24 апреля 1930 года
- Жукова, Мария Ивановна — в период с апреля 1930 года по январь 1933 года
- Новиков, Иван Федосеевич — в период с 28 января 1933 года по 9 декабря 1936 года
- Сирмайс, Карл Иванович (Янович) — в период с декабря 1936 года по 9 июня 1937 года
- Девяткин, Алексей Алексеевич — в период с июня 1937 года по 9 июля 1937 года
- Петрова, Мария Яковлевна — в период с июль 1937 года по июль 1938 года
- Горбунова, Варвара Михайловна — в период с июль 1938 года по 1943 года
- Грачёв, Петр Георгиевич — в период с 30 июня 1943 года по 17 апреля 1952 года
- Изотов, Иван Петрович — в период с апрель 1952 года по 28 марта 1955 года
- Бакулин, Степан Миронович — в период с март 1955 года по октябрь 1956 года
- Садовников, Александр Иванович — в период с 8 октября 1956 года по 8 января 1959 года
- Соловьёв, Виктор Борисович — в период с 8 января 1959 года по январь 1965 года
- Пешехонов, Владимир Арсеньевич — в период с январь 1965 года по 9 февраля 1968 года
- Хабаров, Ростислав Дмитриевич — в период с 9 февраля 1968 года по 11 декабря 1969 года
- Смирнов, Владимир Тимофеевич — в период с декабря 1969 года по 14 мая 1973 года
- Скворцов, Анатолий Гаврилович — в период с 27 июня 1973 года по 7 декабря 1983 года
- Карандашов, Валентин Сергеевич — в период с 30 декабря 1983 года по 22 декабря 1985 года
- Киселёв, Сергей Леонтьевич — в период с май 1986 года по 11 августа 1987 года

## Постсоветский период
- Белоусов Александр Петрович — период правления с октября 1987 год по 9 апреля 2003 год
- Лебедев Олег Станиславович — руководил с 6 июля 2003 года
- Бабичев, Владимир Иванович (политик) — руководил с марта 2009 года
- Толоко Василий Борисович — период правления с мая 2009 по 27 декабря 2011 года
- Павлов Валерий Михайлович — период правления с 29 марта 2012 по 29 марта 2014 года
- Корзин Александр Борисович — период правления с 2 ноября 2012 года по 2014 года
- Тимофеев Юрий Васильевич — период правления с 28 мая 2014 по 22 сентября 2016 года[1]
- Огоньков Алексей Валентинович — глава города с 4 декабря 2017 года[2][3]